# DDR-Meisterschaften im Schwimmen 1972

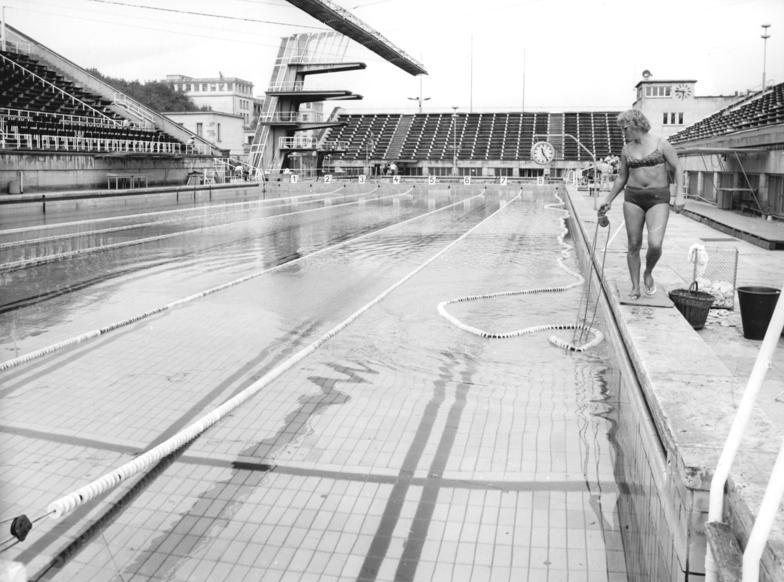
Austragungsort der DDR-Meisterschaften im Schwimmen 1972

Die DDR-Meisterschaften im Schwimmen wurden 1972 zum 23. Mal ausgetragen und fanden vom 8. bis 12. Juli im Schwimmstadion Leipzig statt, bei denen auf 29 Strecken (15 Herren / 14 Damen) die Meister ermittelt wurden. Mit jeweils sechs Titeln waren der SC DHfK Leipzig und der SC Turbine Erfurt die erfolgreichsten Mannschaften und Roland Matthes mit vier Titeln der erfolgreichste Sportler dieser Meisterschaft.
Sportliche Höhepunkte der Meisterschaft waren der Weltrekord von Roland Matthes über 200 Meter Rücken sowie die zwei Europarekorde von Gudrun Wegner über 800 Meter Freistil und Rosemarie Kother über 200 Meter Schmetterling.

## Herren
| Wettbewerb          | Gold                                                                       | Gold        | Silber                            | Silber      | Bronze                                 | Bronze      |
| 100 m Freistil      | Roland Matthes SC Turbine Erfurt                                           | 53,6 s      | Hartmut Flöckner TSC Berlin       | 54,1 s      | Roger Pyttel SC DHfK Leipzig           | 54,1 s      |
| 200 m Freistil      | Udo Poser ASK Vorwärts Rostock                                             | 1:58,3 min  | Wilfried Hartung TSC Berlin       | 1:58,8 min  | Lutz Unger SC Dynamo Berlin            | 1:59,3 min  |
| 400 m Freistil      | Wolfram Sperling SC DHfK Leipzig                                           | 4:09,4 min  | Klaus Dockhorn SC Chemie Halle    | 4:11,9 min  | Fred Reihs ASK Vorwärts Rostock        | 4:17,9 min  |
| 1500 m Freistil0    | Axel Freudenberg SC Karl-Marx-Stadt                                        | 16:37,7 min | Klaus Dockhorn SC Chemie Halle    | 16:37,9 min | Bernd Jaudzims ASK Vorwärts Rostock    | 16:58,2 min |
| 100 m Brust         | Klaus Katzur ASK Vorwärts Rostock                                          | 1:07,7 min  | Rainer Hradetzky SC Dynamo Berlin | 1:08,3 min  | Dieter Appelt SC Karl-Marx-Stadt       | 1:10,0 min  |
| 200 m Brust         | Klaus Katzur ASK Vorwärts Rostock                                          | 2:26,2 min  | Rainer Hradetzky SC Dynamo Berlin | 2:29,7 min  | Dieter Appelt SC Karl-Marx-Stadt       | 2:31,0 min  |
| 100 m Schmetterling | Roland Matthes SC Turbine Erfurt                                           | 56,5 s      | Roger Pyttel SC DHfK Leipzig      | 57,5 s      | Hartmut Flöckner TSC Berlin            | 57,7 s      |
| 200 m Schmetterling | Roger Pyttel SC DHfK Leipzig                                               | 2:06,9 min  | Hartmut Flöckner TSC Berlin       | 2:07,4 min  | Gerd Glogowsky SC DHfK Leipzig         | 2:09,7 min  |
| 100 m Rücken        | Roland Matthes SC Turbine Erfurt                                           | 56,8 s      | Jürgen Krüger SC Einheit Dresden  | 1:00,1 min  | Lutz Wanja ASK Vorwärts Rostock        | 1:00,6 min  |
| 200 m Rücken        | Roland Matthes SC Turbine Erfurt                                           | 2:02,8 min  | Lothar Noack SC Einheit Dresden   | 2:10,2 min  | Lutz Wanja ASK Vorwärts Rostock        | 2:10,8 min  |
| 200 m Lagen         | Wolfram Sperling SC DHfK Leipzig                                           | 2:11,1 min  | Roland Matthes SC Turbine Erfurt  | 2:11,2 min  | Christian Lietzmann SC Einheit Dresden | 2:14,1 min  |
| 400 m Lagen         | Wolfram Sperling SC DHfK Leipzig                                           | 4:38,9 min  | Bertram Türpe SC DHfK Leipzig     | 4:44,5 min  | Christian Lietzmann SC Einheit Dresden | 4:50,2 min  |
| 4 × 100 m Freistil  | SC DHfK Leipzig Roger Pyttel Axel Lehmann Bertram Türpe Christoph Baumbach | 3:38,6 min  | TSC Berlin                        | 3:40,1 min  | ASK Vorwärts Rostock                   | 3:43,6 min  |
| 4 × 200 m Freistil  | ASK Vorwärts Rostock Wilke Udo Poser Uwe Haß Rolf Schmück                  | 7:57,0 min  | SC DHfK Leipzig                   | 8:00,0 min  | TSC Berlin                             | 8:09,7 min  |
| 4 × 100 m Lagen     | ASK Vorwärts Rostock Lutz Wanja Klaus Katzur Rolf Schmück Udo Poser        | 4:03,0 min  | SC DHfK Leipzig                   | 4:05,2 min  | SC Dynamo Berlin                       | 4:08,5 min  |

## Damen
| Wettbewerb          | Gold                                                                    | Gold       | Silber                                | Silber     | Bronze                             | Bronze     |
| 100 m Freistil      | Gabriele Wetzko SC DHfK Leipzig                                         | 1:00,2 min | Andrea Eife SC Dynamo Berlin          | 1:00,6 min | Sylvia Eichner SC Einheit Dresden  | 1:00,8 min |
| 200 m Freistil      | Andrea Eife SC Dynamo Berlin                                            | 2:08,1 min | Gudrun Wegner SC Einheit Dresden      | 2:09,9 min | Karin Tülling SC Empor Rostock     | 2:09,9 min |
| 400 m Freistil      | Andrea Eife SC Dynamo Berlin                                            | 4:29,3 min | Gudrun Wegner SC Einheit Dresden      | 4:30,5 min | Elke Sehmisch SC DHfK Leipzig      | 4:34,0 min |
| 800 m Freistil      | Gudrun Wegner SC Einheit Dresden                                        | 9:10,5 min | Andrea Eife SC Dynamo Berlin          | 9:25,9 min | Karin Tülling SC Empor Rostock     | 9:29,7 min |
| 100 m Brust         | Brigitte Schuchardt SC Turbine Erfurt                                   | 1:16,4 min | Sylvia Langer ASK Vorwärts Rostock    | 1:17,0 min | Hannelore Anke SC Karl-Marx-Stadt  | 1:17,6 min |
| 200 m Brust         | Brigitte Schuchardt SC Turbine Erfurt                                   | 2:45,4 min | Hannelore Anke SC Karl-Marx-Stadt     | 2:45,5 min | Sylvia Langer ASK Vorwärts Rostock | 2:46,4 min |
| 100 m Schmetterling | Rosemarie Kother SC Dynamo Berlin                                       | 1:04,9 min | Roswitha Beier SC Dynamo Berlin       | 1:05,3 min | Gabriele Wetzko SC DHfK Leipzig    | 1:07,0 min |
| 200 m Schmetterling | Rosemarie Kother SC Dynamo Berlin                                       | 2:19,5 min | Helga Lindner SC Karl-Marx-Stadt      | 2:21,6 min | Brigitte Mertz SC Empor Rostock    | 2:26,1 min |
| 100 m Rücken        | Susanne Hilger SC Empor Rostock                                         | 1:08,4 min | Christine Herbst SC Einheit Dresden   | 1:08,6 min | Ina Lauterbach SC DHfK Leipzig     | 1:10,5 min |
| 200 m Rücken        | Christine Herbst SC Einheit Dresden                                     | 2:25,7 min | Susanne Hilger SC Empor Rostock       | 2:26,4 min | Barbara Hofmeister SC DHfK Leipzig | 2:28,9 min |
| 200 m Lagen         | Kornelia Ender SC Chemie Halle                                          | 2:28,1 min | Brigitte Schuchardt SC Turbine Erfurt | 2:28,7 min | Evelyn Stolze SC Dynamo Berlin     | 2:28,9 min |
| 400 m Lagen         | Evelyn Stolze SC Dynamo Berlin                                          | 5:11,9 min | Marlis Pohl SC Empor Rostock          | 5:13,1 min | Angela Franke SC Magdeburg         | 5:14,2 min |
| 4 × 100 m Freistil  | SC Einheit Dresden Sylvia Eichner Gudrun Wegner Reiche Christine Herbst | 4:07,7 min | SC DHfK Leipzig                       | 4:08,2 min | SC Dynamo Berlin                   | 4:09,3 min |
| 4 × 100 m Lagen     | SC Karl-Marx-Stadt Krause Renate Vogel Helga Lindner Andrea Hübner      | 4:36,5 min | SC Empor Rostock                      | 4:38,7 min | SC Turbine Erfurt                  | 4:39,6 min |

1. ↑  Axel Freudenberg stellte bei der 800-m-Zwischenzeit in 8:49,4 einen neuen DDR-Rekord auf.

## Medaillenspiegel

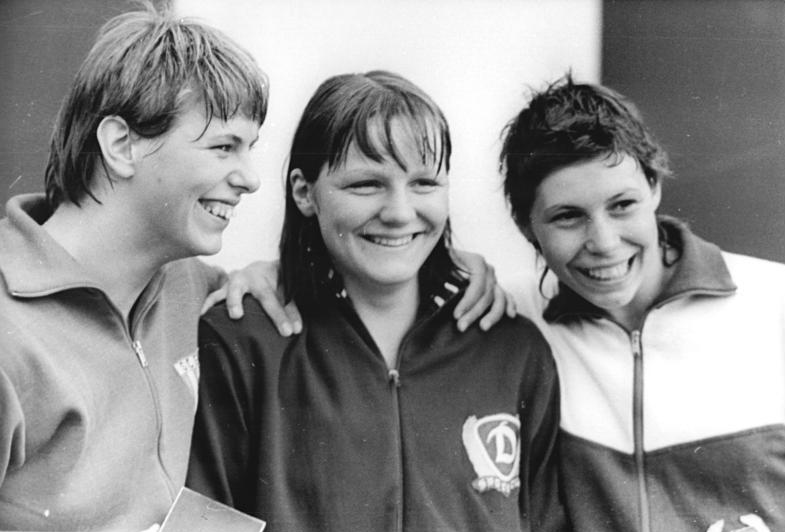
Die drei Erstplatzierten über 200 m Freistil der Damen (v. l. Wegner, Eife und Tülling).

| Platz | Verein                        | Verein               | Gold | Silber | Bronze | Total |
| ----- | ----------------------------- | -------------------- | ---- | ------ | ------ | ----- |
| 01    |                               | SC DHfK Leipzig      | 6    | 5      | 6      | 17    |
| 02    | Logo vom SC Turbine Erfurt    | SC Turbine Erfurt    | 6    | 2      | 1      | 09    |
| 03    | Logo vom SC Dynamo Berlin     | SC Dynamo Berlin     | 5    | 5      | 4      | 14    |
| 04    | Logo vom ASK Vorwärts Rostock | ASK Vorwärts Rostock | 5    | 1      | 6      | 12    |
| 05    | Logo vom SC Einheit Dresden   | SC Einheit Dresden   | 3    | 5      | 3      | 11    |
| 06    | Logo vom SC Karl-Marx-Stadt   | SC Karl-Marx-Stadt   | 2    | 2      | 3      | 07    |
| 07    | Logo vom SC Empor Rostock     | SC Empor Rostock     | 1    | 3      | 3      | 07    |
| 08    | Logo vom SC Chemie Halle      | SC Chemie Halle      | 1    | 2      | –      | 03    |
| 09    | Logo vom TSC Berlin           | TSC Berlin           | –    | 4      | 2      | 06    |
| 10    | Logo vom SC Magdeburg         | SC Magdeburg         | –    | –      | 1      | 01    |
|       | Total                         | Total                | 29   | 29     | 29     | 87    |